# 스에정
스에정(일본어: 須恵町)은 일본 후쿠오카현 동부 가스야군에 있는 정이다.

## 지리
후쿠오카현의 중앙부보다 약간 북서쪽, 후쿠오카시에서 동쪽으로 약 10km 거리에 위치한다. 중앙부를 스에강이 동서로 흐르며 그 원류에 스에댐이 있다. 정 동부는 산지로 이즈카시로 통하는 도로는 "쇼케고에"(ショウケ越)로 불리는 험한 고갯길이다. 서부에는 가스야정·시메정에 걸치는 보타산이 남아 있고 최근에는 정 북서부에서 남서부에 걸쳐 후쿠오카시의 베드타운으로 개발이 진행되고 있어 주택 수가 급증하고 있다.

### 인접한 자치체
- 가스야군 가스야정, 사사구리정, 시메정, 우미정
- 이즈카시

## 역사
스에라는 이름은 고훈 시대에 스에 토기가 생산되었던 것에서 유래한다고 한다. 에도 시대인 1764년에는 후쿠오카번의 고요 가마가 설치되었지만 메이지 시대에 폐쇄되었다.
- 1889년 4월 1일 - 정촌제 시행으로 스에촌이 성립하였다.
- 1953년 4월 1일 - 정으로 승격해 스에정이 되었다.

## 산업
일찍이 석탄 산업으로 번창했지만 1960년대의 에너지 혁명으로 쇠퇴하였다. 현재는 탄광 철거지를 공장 단지로 재개발하여 재생을 도모하고 있다.

## 교통

### 철도
- 규슈 여객철도 가시선

### 도로
- 규슈 자동차도